# Jūrmala
Jūrmala je priljubljeno latvijsko obmorsko letovišče 10 km jugovzhodno od Rige. Leži ob Baltskem morju oz. Riškem zalivu in ima 57.371 prebivalcev (2016). Razprostira se okoli 40 km vzdolž obale in se sestoji od zahoda proti vzhodu iz naslednjih manjših krajev: Ķemeri, Jaunķemeri, Sloka, Kauguri, Vaivari, Asari, Melluži, Pumpuri, Jaundubulti, Dubulti, Majori, Dzintari, Bulduri in Lielupe. 
V Jūrmali se nahajajo številni objekti za prostočasne dejavnosti, promenade in številne restavracije. Ima tudi kilometer dolgo peščeno plažo. Znamenitost Jūrmale so tudi številne vile iz konca 19. stoletja, zgrajene iz lesa v slogu art nouveau. V Jūrmali so tudi številna zdravilišča, saj se tam nahajajo zdravilni izviri, ki vsebujejo žveplo.
Leta 2005 so številne hotele in restavracije prenovili ali na novo zgradili. Mednarodna hotelska veriga Kempinski želi Jūrmali povrniti sloves luksuznega letovišča, ki ga je že imela v času ruskih carjev. 

## Znane osebnosti iz Jūrmale
- Aleksander Jurjevič Kaleri, ruski kozmonavt[3]
- Artis Pabriks, latvijski politolog in politik